# Onze-Lieve-Vrouw-ten-Beukenboomkapel
De Onze-Lieve-Vrouw-ten-Beukenboomkapel in Voorde werd opgericht in het jaar 1661 en bevindt zich aan het zogenaamde Mariaveld, een veldweg die in vroegere tijden dienstdeed als hoofdbaan tussen Brakel en Brussel. Hierdoor kwamen ook veel pelgrims langs die bij de kapel even konden uitrusten.

## Geschiedenis
De legende doet de ronde dat de kapel in 1661 werd opgericht door de toenmalige heer van Voorde, Maximiliaan Van der Meere, naar aanleiding van de wonderbaarlijke genezing van zijn echtgenote, die voorheen leed aan een ongeneeslijke ziekte. De heer Van der Meere zou de maanden daarvoor talloze keren zijn toevlucht genomen hebben tot een Mariabeeldje dat aan de bast van een beukenboom hing, waarbij hij beloofde dat, mocht zijn vrouw genezen, hij voor dat beeldje een kapel zou bouwen als dank. Doorheen de jaren is de kapel al verschillende keren gerenoveerd geweest. De grootste renovatie gebeurde in 1960 door de familie Van Der Schueren.
In 1975 werd de kapel beschermd als monument. 
In 2011 werd de kapel in gebruik genomen als parochiekerk door de Oecumenisch Katholieke Gemeenschap van de Goede Herder.
De kapel werd in 2016 verkocht aan Tom Callebaut, die het gebouw binnenin verbouwde tot eengezinswoning.